# Butterfly Roma Hockey & Cricket Club
La Butterfly Roma HCC è una società italiana di hockey su prato con sede a Roma
Disputa i suoi incontri al Centro Sportivo Giulio Onesti di Roma.

## Storia
Il club viene fondato da Marco Grossi e Rita Esposito, appassionati di hockey, nel 1996.
Nella stagione 2019-2020 le prime squadre, sia maschile sia femminile, hanno giocato in Serie A1, la massima divisione del campionato italiano. Nel 2021 la compagine maschile ha trovato la conquista del suo primo trofeo a livello senior, la Supercoppa Italiana. Nel 2023, invece, la squadra femminile ha vinto il primo scudetto della sua storia.
La società ha ottenuto anche molti traguardi nelle competizioni giovanili.

## Palmarès

### Settore maschile

#### Competizioni nazionali
- Supercoppa italiana: 1

2021-2022

### Settore femminile

#### Competizioni nazionali
- Scudetto: 1

2022-2023

### Settore giovanile
- Campionato italiano Under-21M: 4

2009-2010, 2020-2021, 2021-2022, 2022-2023
- Campionato italiano Under-21M Indoor: 1

2022-2023
- Campionato italiano Under-18M: 4

2005-2006, 2006-2007, 2021-2022, 2022-2023
- Campionato italiano Under-18M Indoor: 2

2019-2020, 2022-2023
- Campionato italiano Under-18F: 2

2021-2022, 2022-2023
- Campionato italiano Under-16F: 2

2020-2021, 2022-2023
- Campionato italiano Under-14F: 1

2020-2021
- Campionato italiano Under-12M: 1

2022-2023
- Campionato italiano Under-12F: 1

2018-2019